# Герб Буйнакска
Герб Буйна́кска — городской герб Буйнакска.

## Описание
Геральдическое описание гласит:

В золотом щите, на лазуревой оконечности, червленая, о четырех башнях, крепость с открытыми воротами, сопровождаемая, во главе щита, червленою оторванною львиною головою с черными глазами и языком, над червленым же опрокинутым полумесяцем. Щит увенчан древнею Царскою короною и окружен золотыми дубовыми листьями, соединенными Александровскою лентою.

На гербе изображена четырёхбашенная красная крепость, над которой изображены также красные опрокинутый полумесяц и оторванная хищная львиная голова. В нижней части щита изображена полоса синего цвета.

## История
Герб был создан 5 июля 1878 года в качестве герба Дагестанской области Российской империи. В годы как Российской империи, так и Советского Союза герба отдельно для города Буйнакска придумано не было. Однако в Буйнакске (тогда Темир-Хан-Шура) до революции 1917 года и гражданской войны 1917—1922 гг. в качестве символа города формально использовался герб всей Дагестанской области Российской империи (Буйнакск был её столицей). В современные годы тот герб стал использоваться в качестве официального символа Буйнакска.